# Bernard Jean Étienne Delaître
Le vicomte Bernard Jean Étienne Delaître, né le 2 janvier 1770 à Paris et mort le 10 novembre 1847 à Paris, est un homme politique français.

## Biographie
Bernard Jean Étienne Delaître est le fils de l'ancien directeur général des entrées de Paris, anobli par l'acquisition d'une charge de conseiller secrétaire du roi en 1778 (Bernard Jean Etienne est maintenu dans sa noblesse par Louis XVIII en 1817), qui fut assassiné dans son château de Charonne par des voleurs qui repartiront avec plus de 700 000 francs, après le 10 août 1792, et le frère de Jean François Marie Delaître. Il épouse la sœur du baron Louis Asselin, puis Edmée Henriette Jannard de Montmorin.
Manufacturier, il est conseiller général de la Seine et conseiller municipal de Paris sous le Consulat et l'Empire, et se rallie avec empressement au gouvernement des Bourbons, signe la proclamation du 2 avril 1814 en faveur de la branche aînée, est destitué pendant les Cent-Jours, et réintégré à la seconde Restauration.
Il est député de la Seine du 22 août 1815 au 26 mars 1817, prenant place au côté droit, et est un des candidats à la questure. 
En 1817 et 1818, il préside le collège électoral du deuxième arrondissement du département de la Seine. 
Nommé maître des requêtes au Conseil d'État le 8 octobre 1817, il est nommé à la préfecture du département de l'Eure le 3 juillet 1820. 
Il est fait vicomte en 1825.
La révolution de juillet 1830 le rend à la vie privée.